# Stadium of the Year
Stadium of the Year – coroczny plebiscyt organizowany od 2011 roku przez portal internetowy Stadiony.net. Celem konkursu jest wyłonienie, w drodze publicznego głosowania, najlepszego stadionu piłkarskiego, oddanego do użytku w roku poprzedzającym konkurs. Nagroda zalicza się do najbardziej prestiżowych wyróżnień w dziedzinie architektury sportowej, jest to też największe tego typu publiczne głosowanie na świecie.
Konkurs organizowany jest przez Stadiony.net (dla polskich użytkowników) oraz StadiumDB.com (dla użytkowników anglojęzycznych). W edycjach 2014–2020, obok publicznego głosowania, osobno organizowano również Głosowanie Jury. Od 15. edycji konkurs będzie organizowany również na założonym w 2024 roku EstadiosDB.com (dla użytkowników hiszpańskojęzycznych).

## Opis
W 2011 roku portal Stadiony.net po raz pierwszy zorganizował konkurs Stadion Roku, w którym czytelnicy mogli głosować na najlepszą ich zdaniem arenę piłkarską, oddaną do użytku w roku 2010. Konkurs od tego czasu organizowany jest każdego roku i z czasem urósł do rangi jednego z największych i najbardziej prestiżowych tego typu plebiscytów na świecie.
Początkowo konkurs organizowany był tylko w wersji polskojęzycznej. Od 3. edycji, po powstaniu angielskiej wersji portalu, StadiumDB.com, konkurs organizowany był wspólnie w obu wersjach językowych. Od edycji 2018 w polskiej wersji strony używana jest międzynarodowa nazwa konkursu, Stadium of the Year. Od 15. edycji (Stadium of the Year 2024) konkurs będzie organizowany wspólnie w trzech wersjach językowych, jako że w 2024 roku został założony hiszpańskojęzyczny serwis EstadiosDB.com.
Głosowanie każdego roku poprzedzone jest okresem nominacji, w trakcie którego czytelnicy mogą zgłaszać swoje propozycje i uwagi, wpływając na ostateczny kształt listy stadionów branych pod uwagę w konkursie. Do udziału w plebiscycie dopuszczone są obiekty, które spełniają następujące kryteria:
- zostały oddane do użytku w roku poprzedzającym głosowanie
- są zupełnie nowe lub przeszły znaczącą przebudowę
- możliwa jest na nich organizacja meczów piłki nożnej
- mają pojemność minimum 10 000 widzów

Konkurs ma charakter otwartego, internetowego głosowania, w którym mogą brać udział czytelnicy serwisu, przyznając punkty pięciu wybranym przez siebie stadionom (noty 5, 4, 3, 2 i 1). Nagroda zalicza się do najbardziej prestiżowych wyróżnień w dziedzinie architektury sportowej, jest to też największe tego typu publiczne głosowanie na świecie. W rekordowej edycji 2014 oddano blisko 100 tys. głosów.
W edycjach 2014–2020, obok publicznego głosowania, osobno organizowano również Głosowanie Jury. Do składu Jury zapraszani byli uznani architekci, specjalizujący się w projektowaniu stadionów.
Statuetkę za zwycięstwo w edycji 2021 (w której najlepszy okazał się Estadio El Sadar w Pampelunie) właściciel serwisu wręczył osobiście prezydentowi klubu CA Osasuna, Luisowi Sabalzie. Krótka uroczystość miała miejsce 20 kwietnia 2022 na zwycięskim stadionie, tuż przed hitowym spotkaniem Osasuny z Realem Madryt, i transmitowana była na żywo w oficjalnym przekazie La Liga na cały świat.

## Lista zwycięzców
Lista dotychczasowych zwycięzców plebiscytu Stadium of the Year:
| Edycja                    | Rok  | Liczba nominacji | Liczba głosów | Zwycięzca głosowania publicznego         | Zwycięzca głosowania publicznego | Nagroda Jury                       | Nagroda Jury |
| ------------------------- | ---- | ---------------- | ------------- | ---------------------------------------- | -------------------------------- | ---------------------------------- | ------------ |
| 1 (tylko na Stadiony.net) | 2010 | 22               | 1809          | Aviva Stadium (Dublin)                   |                                  | –                                  |              |
| 2 (tylko na Stadiony.net) | 2011 | 27               | 11 859        | Stadion w Gdańsku (Gdańsk)               |                                  | –                                  |              |
| 3                         | 2012 | 16               | 14 439        | Arena do Grêmio (Porto Alegre)           |                                  | –                                  |              |
| 4                         | 2013 | 18               | 27 851        | Ghelamco Arena (Gandawa)                 |                                  | –                                  |              |
| 5                         | 2014 | 32               | 96 772        | Allianz Parque (São Paulo)               |                                  | Hazza Bin Zayed Stadium (Al-Ajn)   |              |
| 6                         | 2015 | 22               | 37 677        | Estadio BBVA (Guadalupe)                 |                                  | Stade Matmut-Atlantique (Bordeaux) |              |
| 7                         | 2016 | 29               | 82 826        | Vodafone Park (Stambuł)                  |                                  | London Stadium (Londyn)            |              |
| 8                         | 2017 | 27               | 53 083        | Estadio General Pablo Rojas (Asunción)   |                                  | Stadion Łużniki (Moskwa)           |              |
| 9                         | 2018 | 27               | 35 330        | Wołgograd Ariena (Wołgograd)             |                                  | DVTK Stadion (Miszkolc)            |              |
| 10                        | 2019 | 21               | 30 632        | Puskás Aréna (Budapeszt)                 |                                  | Stadion Narodowy (Tokio)           |              |
| 11                        | 2020 | 20               | 21 821        | Stadium Sultan Ibrahim (Iskandar Puteri) |                                  | SoFi Stadium (Inglewood)           |              |
| 12                        | 2021 | 23               | 12 873        | Estadio El Sadar (Pampeluna)             |                                  | –                                  |              |
| 13                        | 2022 | 36               | 24 524        | OPAP Arena (Ateny)                       |                                  | –                                  |              |
| 14                        | 2023 | 35               | 12 073        | Arena MRV (Belo Horizonte)               |                                  | –                                  |              |